# Podlesie (powiat kędzierzyńsko-kozielski)
Podlesie (dodatkowa nazwa w j. niem. Podlesch, w latach 1936-45 Unterwalden) – wieś w Polsce położona w województwie opolskim, w powiecie kędzierzyńsko-kozielskim, w gminie Cisek.
W latach 1975–1998 miejscowość należała administracyjnie do województwa opolskiego.

## Historia
Osada Podlessny została założona około 1532. Inna forma nazewnicza wsi to Podlesy. Od końca XVIII w. wieś posiadała wlasną pieczęć gminną, na której przedstawiono motykę skierowaną w słup,za nią skrzyżowane kosa z cepem.